# Miropalicus
Miropalicus is een geslacht van kreeftachtigen uit de klasse van de Malacostraca (hogere kreeftachtigen).

## Soort
- Miropalicus vietnamensis (Zarenkov, 1968)